# Alison Doody
Alison Doody, född 11 november 1966 i Dublin, är en irländsk skådespelare och fotomodell.

## Filmografi
- 2004 – King Solomon's Mines
- 1994 – Temptation
- 1989 – Indiana Jones och det sista korståget
- 1985 – Levande måltavla